# Pirjo Rusanen
Pirjo Maija Rusanen (ur. 18 grudnia 1940 w Mikkeli) – fiński ekonomista i polityk, deputowany do Eduskunty, poseł do Parlamentu Europejskiego IV kadencji, w latach 1991–1995 minister.

## Życiorys
Z wykształcenia ekonomista, uzyskiwał kolejne stopnie akademickie. Pracował w instytucie naukowym w swojej rodzinnej miejscowości. Zaangażował się w działalność polityczną w ramach Partii Koalicji Narodowej. Od 1973 do 1995 był radnym miejskim w Mikkeli, a do 1980 wchodził jednocześnie w skład zarządu tej miejscowości. W latach 1983–1985 sprawował mandat posła do Eduskunty.
Od marca 1991 do stycznia 1995 był ministrem w ministerstwie środowiska w rządzie, którym kierował Esko Aho. W latach 1995–1996 pełnił funkcję eurodeputowanego w ramach delegacji krajowej po akcesji Finlandii do Unii Europejskiej. W PE IV kadencji wchodził w skład frakcji chadeckiej. Nie obejmował później funkcji politycznych, pozostając jednak działaczem Partii Koalicji Narodowej, m.in. w 2014 wspierał Paulę Risikko w wyborach na przewodniczącego tego ugrupowania.